# Beloniscus
Beloniscus – rodzaj kosarzy z podrzędu Laniatores i rodziny Beloniscidae, z podrodziny Beloniscinae Kury, Pérez-González & Proud, 2019.

## Występowanie
Przedstawiciele rodzaju występują na wyspach Indonezji i w Singapurze.

## Systematyka
Opisano dotąd 13 gatunków z tego rodzaju:
- Beloniscus albiephippiatus Roewer, 1916
- Beloniscus albimarginatus Roewer, 1915
- Beloniscus albipustulatus Roewer, 1949
- Beloniscus biconus Roewer, 1926
- Beloniscus malayanus Roewer, 1949
- Beloniscus morosus Thorell, 1891
- Beloniscus ochraceus Loman, in Weber 1892
- Beloniscus pustulosus Loman, in Weber 1892
- Beloniscus quinquespinosus Thorell, 1891
- Beloniscus simaluris Roewer, 1923
- Beloniscus thienemanni Roewer, 1931
- Beloniscus tricalcaratus Roewer, 1949
- Beloniscus tuberculatus Roewer, 1927

Notatka: W niektórych starszych badaniach podano błędną datę publikacji „Beloniscus bicornis Roewer, 1927” (= Beloniscus biconus Roewer, 1926)